# Югославська крона
Югосла́вська кро́на (сербохорв. круна/kruna; словен. krona) або кро́на Королі́вства се́рбів, хорва́тів і слове́нців — тимчасова валюта, запроваджена на території новоутвореного Королівства сербів, хорватів і словенців (КСХС, згодом Югославія), що раніше входила до складу Австро-Угорщини. Її використання стало перехідним етапом у створенні власної фінансової системи держави. Вперше югославська крона з'явилася в обігу 1919 році у вигляді  штемпельованих і промаркованих австро-угорських крон.
Рішення про випуск штемпельованих австро-угорських крон було ухвалене для фіскального відокремлення КСХС від інших держав-правонаступниць Австро-Угорщини та захисту внутрішнього ринку від інфляційного тиску, спричиненого неконтрольованою емісією крон Австро-угорським банком. У 1919 році австро-угорські банкноти проштемпелювали гумовими штемпелями, а пізніше наклеювали штемпельні марки. Уряд КСХС вилучав 20 % поданих на маркування банкнот як примусову позику.
У 1920 році для обміну австро-угорських крон, сербських динарів та інших валют, що перебували в обігу на території КСХС, було випущено тимчасові банкноти з подвійним номіналом — у кронах і динарах. Ці банкноти циркулювали по всій території країни. До 1 січня 1923 року їх вилучили з обігу, замінивши банкнотами, деномінованими лише в югославських динарах. Обмінний курс крони до динара КСХС становив 4 крони за 1 динар, тоді як сербський динар обмінювався за номіналом. Погляди щодо курсу залишалися суперечливими в КСХС та державах-наступниках. Сербські джерела стверджують, що обмін стабілізував економіку, тоді як хорватські історики критикували його, вважаючи несправедливим і дискримінаційним для несербських регіонів.

## Передумови
В останні дні Першої світової війни Австро-Угорщина розпалася, а її колишні території, населені переважно південними слов'янами, були об'єднані в недовговічну Державу словенців, хорватів і сербів. 1 грудня 1918 року ця держава об'єдналася з Королівством Сербія, утворивши Королівство сербів, хорватів і словенців. Принц-регент Сербії Олександр перебрав на себе значні повноваження. Він призначив першого прем'єр-міністра країни та доручив міністру Альберту Крамеру скласти список членів Тимчасового національного представництва — законодавчого органу нової держави. Політичні партії не брали участі у формуванні цього органу.
На момент створення королівства на його території одночасно циркулювало кілька валют: сербський динар у колишньому Королівстві Сербія та окремих районах Банату, Бачки і Бараньї, австро-угорська крона на територіях, що раніше належали Австро-Угорщині, чорногорський перпер — у Чорногорії, болгарський лев — на територіях, отриманих від Болгарії, а також німецька марка. У Сербії деякі банкноти крони залишилися в обігу ще з часів окупації. Тоді населення зобов'язували обмінювати сербські динари на австро-угорські крони як окупаційну валюту, але цієї вимоги часто не дотримувалися, тому кількість крон в обігу була відносно невеликою.
Погашення військових облігацій, випущених Австро-Угорщиною під час війни, негативно вплинуло на вартість і стабільність австро-угорської крони. Новостворені держави на колишніх територіях імперії заявили, що не будуть виплачувати борги за цими облігаціями. Австро-Угорський банк продовжив задовольняти всі вимоги за облігаціями та надав кредити австрійському уряду, надрукувавши для цього значну кількість крон, що спричинило  зростання інфляції. Наприкінці 1918 року міністр фінансів КСХС Момчило Нінчіч відправив комісію у складі Мілка Брезігара,  Велізара Янковича і Мілана Марковича до Відня та Будапешта, щоб з’ясувати можливість зупинення друку австро-угорської крони. Комісія також відвідала Прагу, де планувалося замовити друк нової національної валюти. Керівник Австро-Угорського банку Ігнац Фрайхер Ґрубер фон Меннінґер заявив, що друк крон триватиме, щоб уникнути ризику соціальних заворушень у Німецькій Австрії. Втративши довіру до банку, у 1919 році новостворені держави почали впроваджувати власні національні кредитно-грошові системи. У січні 1919 року в КСХС та наприкінці лютого в Чехословаччині було проведено штемпелювання австро-угорських банкнот.
Сен-Жерменський мирний договір 1919 року містив положення про викуп банкнот австро-угорської крони державами-наступницями, хоча відповідні формулювання були неоднозначними. Також передбачалася повна ліквідація Австро-угорського банку та розподіл його активів і зобов’язань між Німецькою Австрією, Угорщиною, Чехословаччиною, Італією, Польщею, Румунією та КСХС.

## Надпечатки на банкнотах Австро-Угорського банку

### Штемпелювання

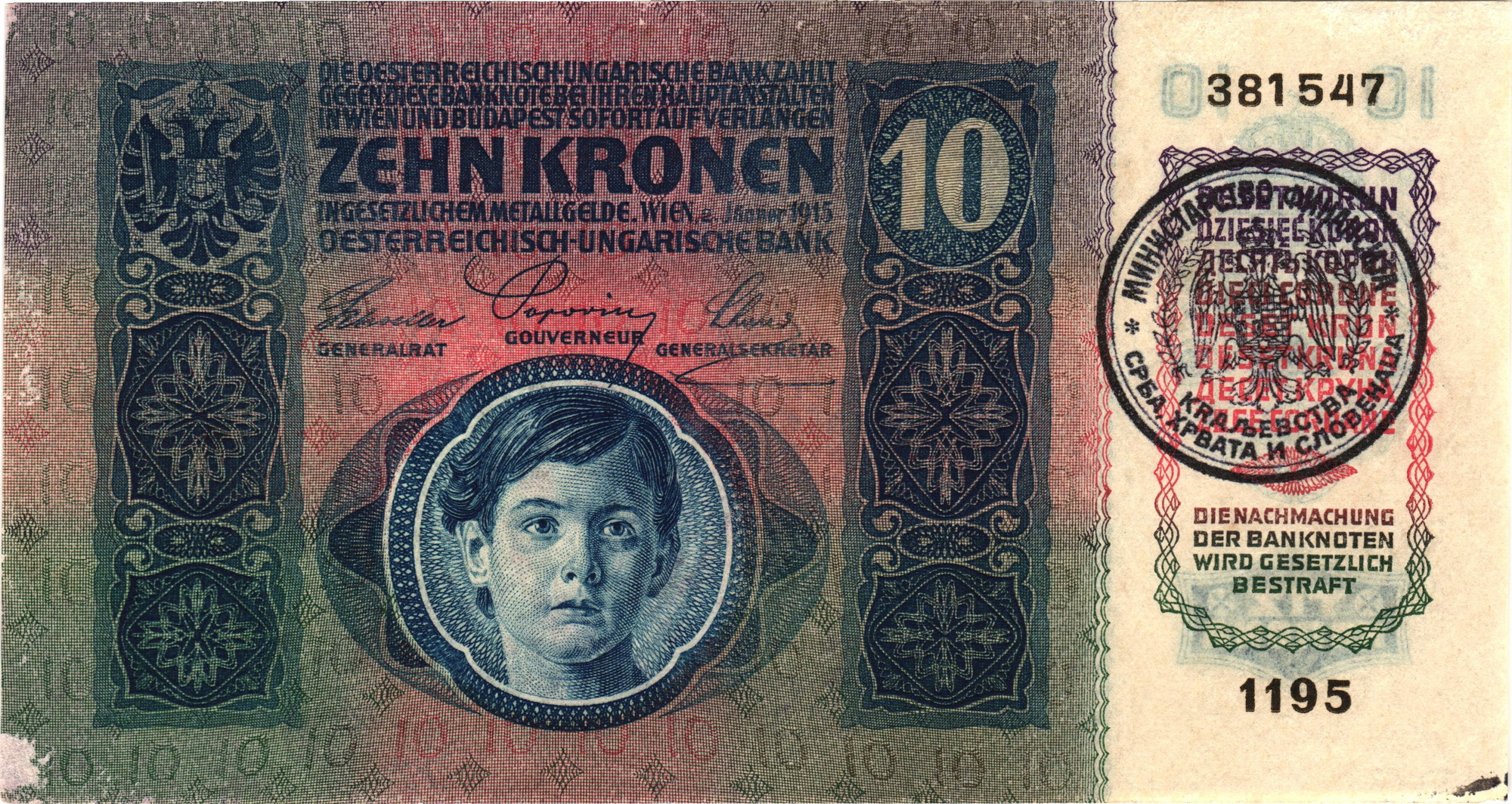
10 крон (1919) Міністерства фінансів КСХС зі штемпелем на австро-угорській банкноті 1915 року

У грудні 1918 року Національна рада Словенців, Хорватів і Сербів, яка тимчасово керувала колишніми австро-угорськими територіями в новоутвореному королівстві, розпочала підготовку до вилучення австро-угорських крон з обігу. Наприкінці того ж року хорватський економіст Іво Белін, який пізніше став членом правління Національного банку Югославії, запропонував замінити крону на динар за номінальним курсом (1:1). Він також запропонував штемпелювати австро-угорські банкноти, що перебували в обігу, щоб запобігти їхньому притоку з інших територій колишньої імперії. Згодом планувалося замінити  штемпельовані банкноти тимчасовою валютою, яку пізніше мали б замінити динари, випущені Національним банком КСХС. Очікувалося, що витрати на цю операцію покриють регіони, які раніше входили до складу Австро-Угорщини.
12 грудня 1918 року уряд КСХС ухвалив рішення про штемпелювання банкнот австро-угорської крони, які перебували в обігу в країні. Наказом було заборонено ввезення валюти понад 1000 крон і будь-який експорт крон. Цей захід мав на меті визначити кількість валюти в обігу та запобігти утворенню валютного союзу на території колишньої імперії. Попри дискусії про можливий валютний союз, це вважалося малоймовірним. Штемпелювання австро-угорських банкнот значною мірою усунуло побоювання щодо їхнього вилучення без компенсації.
Штемпелювання завершили 31 січня 1919 року. Процес здійснювали органи влади, зокрема Міністерство фінансів, комерційні та ощадні банки, податкові органи, місцеві адміністрації, військові установи та інші організації. Для цього використовували гумові штампи різних форм, кольорів і дизайнів. Вони наносилися на кілька ділянок банкнот і містили написи кількома мовами, зокрема німецькою, угорською та італійською. Державною печаткою вважається круглий штемпель чорного кольору діаметром 33 мм із новим державним гербом у центрі та текстом навколо нього сербською мовою: «серб. МИНИСТАРСТВО ФИНАНСИJА • КRАЉЕВСТВА СРБА, ХРВАТА И СЛОВЕНАЦА». Загалом було проштемпельовано 5,323 мільярда банкнот номіналом 10, 20, 50, 100 і 1000 австро-угорських крон.
| Сума австро-угорських крон проштампованих за територією | Сума австро-угорських крон проштампованих за територією |
| Територія                                               | Сума, млн крон                                          |
| ------------------------------------------------------- | ------------------------------------------------------- |
| Хорватія-Славонія                                       | 1949                                                    |
| Далмація                                                | 163                                                     |
| Банат, Бачка і Баранья                                  | 1669                                                    |
| Словенські землі                                        | 603                                                     |
| Боснія і Герцеговина                                    | 512                                                     |
| Сербія                                                  | 421                                                     |
| Чорногорія                                              | 6                                                       |
| РАЗОМ                                                   | 5323                                                    |

Процес штемпелювання в КСХС стимулював інші держави-спадкоємиці Австро-Угорщини до аналогічних дій. Наприклад, у Німецькій Австрії розглядали штемпелювання крони як захід проти можливого потоку банкнот із КСХС, що могло б призвести до зростання цін. На початку лютого 1919 року Чехословаччина почала штемпелювати свої банкноти, що переконало Людвіга фон Мізеса ініціювати подібний процес у Німецькій Австрії. Штемпелювання там розпочалося у лютому 1919 року.

### Маркування

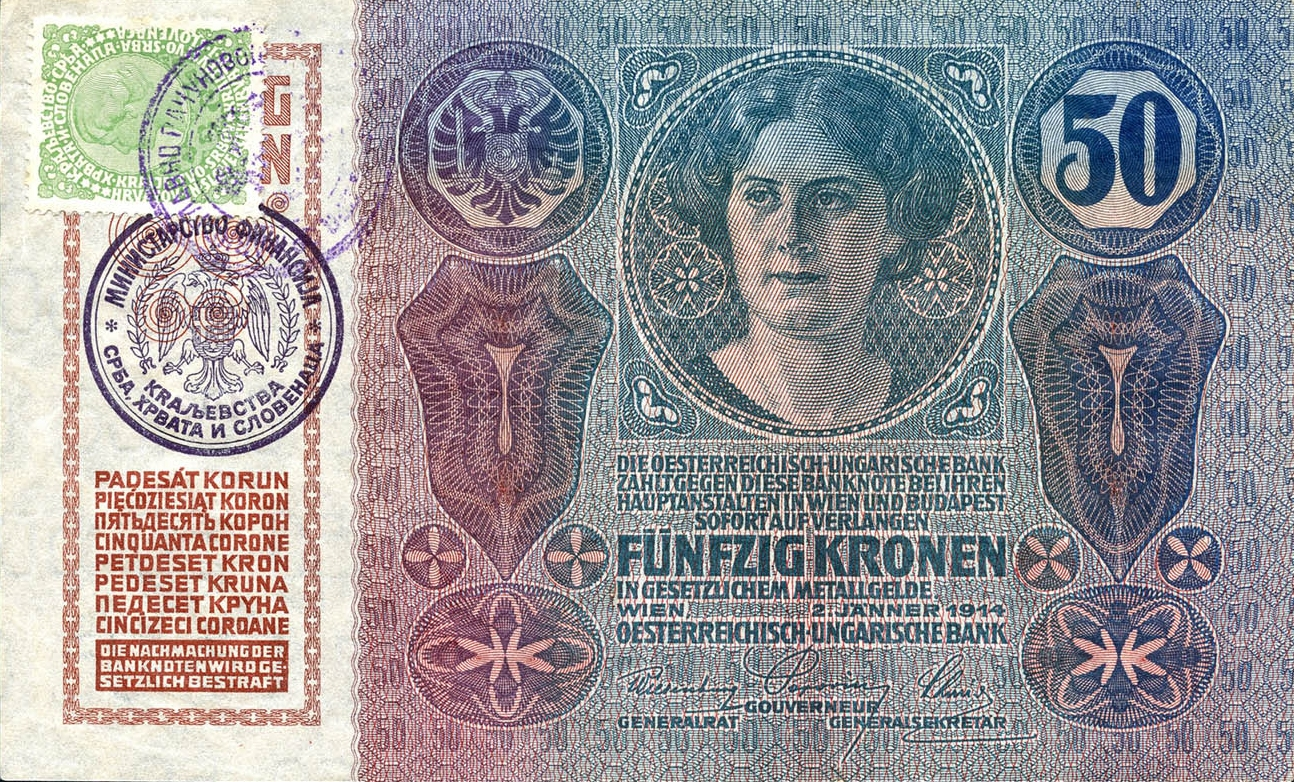
50 крон (1919) Міністерства фінансів КСХС з наклеєною паперовою маркою на австро-угорській банкноті 1914 року

Крім штемпелювання, більшість банкнот в австро-угорських кронах маркувалися спеціальними штемпельними марками. Сто мільйонів марок і супровідні бланки було надруковано у Відні в обмін на три залізничні вагони — два з борошном і один із беконом. Маркуванню підлягали проштемпельовані банкноти в кронах, за винятком банкнот номіналом 1 і 2 крони, які маркуванню не підлягали.
Марки для банкнот номіналом 10, 20 і 50 крон містили написи двома мовами: сербсько-хорватською та словенською. На банкнотах номіналом 100 і 1000 крон використовували написи різними визнаними мовами, а текст міг бути написаний латиницею або кирилицею.
Маркування завершили між 26 листопада 1919 року та 11 січня 1920 року. За даними Міністерства фінансів, промаркували 4,6 мільярда крон, однак Національний банк Югославії пізніше повідомив, що ця сума становила майже 5,7 мільярда крон. Імовірно, метою маркування було отримання фінансових ресурсів для уряду: 20 % від зазначеної суми вилучали як примусову п’ятирічну позику, яка приносила лише 1 % річних. Ця позика не виплачувалася готівкою, а її умови неодноразово змінювалися. Лише у 1930 році вирішено, що отримані кошти можна використовувати для сплати податків або штрафів. Багато громадян розглядали цю примусову позику як приховану конфіскацію. Вилучені банкноти, після нанесення марок, уряд негайно повертав в обіг.

## Проміжна валюта
У 1919 році, в період між штемпелюванням і маркуванням банкнот у кронах, міністр фінансів Момчило Нінчіч розробив план запровадження тимчасової валюти. План передбачав емісію валюти безпосередньо державою, оскільки КСХС ще не ухвалило закон про створення національного банку. Нінчіч прагнув уникнути затримок із заміною крон. За його задумом, національний банк згодом мав випустити постійну валюту, яка замінить тимчасову. Уряд ухвалив рішення про запровадження динарів КСХС і 1 лютого 1919 року замовив у Парижі друк 3,5 мільярда динарів. Однак друк затримався через брак друкарських потужностей, що змусило уряд залучити додаткових постачальників у Празі та Загребі. Ситуацію ускладнили дефіцит чорнила, паперу та запчастин, крах уряду і заміна Нінчіча на Воїслава Вельковича-старшого. До вересня 1919 року надрукували тільки один мільярд динарів, а до листопада — 2,1 мільярда, з яких доставлено лише 800 мільйонів. Коли стало зрозуміло, що обмін не зможе відбутися до травня 1920 року, Іво Белін запропонував використати для обміну сербські динари, які були доступні раніше, але ця пропозиція була відхилена. У лютому 1919 року Національний банк Сербії повернувся до Белграда з Марселя, де перебував під час війни. Незабаром уряд ухвалив закон про перетворення Національного банку Сербії в центральний банк КСХС, який мав випускати югославський динар. Хоча банк випустив додаткові акції, він залишився переважно у сербській власності.
У січні 1920 року, під час обговорення остаточного рішення про обмін крон, голова Хорватського союзу Матко Лагіня закликав обмінювати крони за номіналом. Водночас словенський політик Грегор Жеряв підтримав курс обміну 4 крони за 1 динар, але запропонував залишити крону законною валютою в КСХС. 13 січня уряд ухвалив компромісне рішення: запровадити тимчасові банкноти з подвійним номіналом — у кронах і динарах у співвідношенні 4:1. Обмін мав відбуватися за номіналом: одна штемпельована крона обмінювалася на одну югославську крону, а один сербський динар — на один югославський динар. Банкноти номіналом до 10 крон залишалися в обігу, а державні органи вели облік як у динарах, так і в кронах.
Банкноти динар-крона («крона на динарі») були надруковані Національним банком КСХС на замовлення держави у 1919 році. Вони містили номінал у динарах і наддруковану суму в кронах у співвідношенні 4:1. Були випущені банкноти номіналом 2, 4, 20, 40, 80, 400 і 4000 крон, на купюрах в ½, 1, 5, 10, 20, 100 і 1000 динарів. Банкноти номіналом 10 динарів були виготовлені в Празі, 20 динарів — у Загребі, решта ж номіналів була надрукована в Парижі. Відомі наддруки з помилками: на банкнотах номіналом 2 і 4 крони замість слова «КРУНЕ» було надруковано «КУРНЕ», а на банкнотах номіналом 20 крон замість «КРУНА» з'явилося слово «КУРНА». Для обміну було використано 1,277 мільярда динарів, що відповідає 5,1 мільярда обміняних крон.
Вилучені австро-угорські кронові банкноти зберігалися у фортеці Петроварадін, поки їх не передали Німецькій Австрії згідно з угодою. До 1922 року банкноти динар-крона поступово замінили нові банкноти без номіналу в кронах. З 1 січня 1923 року динар залишався єдиним законним платіжним засобом у КСХС.
| Банкноти динар-крона Міністерства фінансів КСХС (1919) | Банкноти динар-крона Міністерства фінансів КСХС (1919) | Банкноти динар-крона Міністерства фінансів КСХС (1919) | Банкноти динар-крона Міністерства фінансів КСХС (1919) | Банкноти динар-крона Міністерства фінансів КСХС (1919) | Банкноти динар-крона Міністерства фінансів КСХС (1919) |
| Номінал                                                | Зображення                                             | Зображення                                             | Розмір (мм)                                            | Випущені                                               | Вилучені                                               |
| Номінал                                                | Аверс                                                  | Реверс                                                 | Розмір (мм)                                            | Випущені                                               | Вилучені                                               |
| ------------------------------------------------------ | ------------------------------------------------------ | ------------------------------------------------------ | ------------------------------------------------------ | ------------------------------------------------------ | ------------------------------------------------------ |
| ½ динара = 2 крони                                     |                                                        |                                                        | 80×51                                                  | 1919 рік                                               | 31 грудня 1925 року                                    |
| 1 динар = 4 крони                                      |                                                        |                                                        | 110×77                                                 | 1919 рік                                               | 31 грудня 1925 року                                    |
| 5 динарів = 20 крон                                    |                                                        |                                                        | 110×75                                                 | 1919 рік                                               | 24 грудня 1921 року                                    |
| 10 динарів = 40 крон                                   |                                                        |                                                        | 153×92                                                 | 1919 рік                                               | 10 серпня 1923 року                                    |
| 20 динарів = 80 крон                                   |                                                        |                                                        | 150×90                                                 | 1919 рік                                               | 17 січня 1921 року                                     |
| 100 динарів = 400 крон                                 |                                                        |                                                        | 177×112                                                | 1919 рік                                               | 17 січня 1929 року                                     |
| 1000 динарів = 4000 крон                               |                                                        |                                                        | 240×132                                                | 1919 рік                                               | 17 січня 1929 року                                     |

## Курс до динара
Думки щодо курсу обміну штемпельованих та маркованих австро-угорських крон на нову валюту були суперечливими. У Сербії деякі політики закликали до повного вилучення крон без компенсації, вважаючи їх «ворожими грошима», які під час війни використовувалися для завдання шкоди Сербії. Цю позицію підтримували окремі політики з територій, що раніше належали Австро-Угорщині, зокрема Нікола Вінтерхальтер, Вітомір Корач, Янко Шимрак і Іван Ансель. Однак уряд відхилив цей підхід, наголосивши, що такі дії могли б завдати значної шкоди приватній власності, викликати економічну кризу та мали б політичні наслідки.
Існували різні пропозиції щодо обмінного курсу крон і сербських динарів на нову валюту. Вони варіювалися від обміну за номіналом до співвідношення десять крон за один динар. Уряд поступово встановлював курс обміну, який змінювався з часом:
- наприкінці 1918 року курс становив дві крони за один динар;
- у середині 1919 року — три крони за один динар;
- з 1 січня 1920 року — чотири крони за один динар.

Курс, встановлений у 1920 році, був визнаний урядом як курс фактичного обміну. У деяких частинах Бачки, Банату і Бараньї, де крони та динари перебували в обігу до офіційного обміну, цей курс застосовували для обмеження операцій обміну.
Обмін болгарських левів на банкноти динар-крона пройшов відносно легко, оскільки в обігу в Сербії їх було небагато — близько 50 мільйонів. Леви обмінювали за паритетним курсом 2:1 шляхом безпосередніх розрахунків із Болгарським центральним банком на початку 1919 року. Схожа ситуація була з німецькими марками, які обмінювалися на динари в співвідношенні 1:1.
Після приєднання Чорногорії провели облік чорногорських перперів, за результатами якого встановлено, що в обігу перебувало близько 12,27 мільйона перперів, з них 9,13 мільйона в Чорногорії, 1,8 мільйона в Герцеговині та Далмації й 1,34 мільйона в Сербії. Після втрати статусу платіжного засобу перпер протягом більш ніж двох років залишався у невизначеному становищі, оскільки його обмін і реальна вартість не були чітко врегульовані. Ця невизначеність сприяла появі спекулянтів, які почали скуповувати перпери на чорному ринку за ціною, удвічі нижчою за сербський динар. Це викликало незадоволення серед населення. Чорногорські перпери стали останньою валютою, яку обміняли на банкноти динар-крона за паритетом 1:1 у квітні 1921 року, хоча до того часу значна частина перперів уже була вилучена з обігу. КСХС також погодилася забезпечити виплату казначейських зобов'язань у перперах. Суми до 5000 перперів обмінювалися на банкноти динар-крона за курсом 1:1, тоді як для більших сум застосовувався курс 2:1.

## Наслідки обміну банкнот
Питання валютного обміну швидко переросло в політичну дискусію щодо того, чи грабувала Сербія жителів колишніх австро-угорських територій у межах КСХС. Погляди на наслідки запровадження югославської крони та її обміну на югославський динар за курсом 4:1 залишаються суперечливими. Сербські джерела стверджують, що операція не мала жодних негативних економічних наслідків. Однак хорватські історики, зокрема Іво Банац, Франьо Туджман, Іво Гольдштейн і австрійсько-хорватський історик Алойз Іванішевич, вважають, що обмінний курс був необґрунтованим. Їхня позиція відповідає поширеній в Хорватії громадській думці, що обмін валют був несправедливим або навіть зловмисним. Вважається, що крона була навмисно знецінена, тоді як сербському динару надавалася перевага.
За словами історика Марко Аттіли Хоаре, обмін завдав збитків колишнім австро-угорським територіям на суму 1,4 мільярда крон. На його думку, ці втрати фактично сприяли підвищенню купівельної спроможності Сербії за рахунок інших регіонів.